# 馬場站 (香港)
馬場站（英語：Racecourse Station）是一個位於香港新界沙田區火炭駿景園下方沙田馬場對面，屬於港鐵東鐵綫的鐵路車站。于1978年10月7日随沙田馬場正式開幕而启用。
- 車站月台外觀（2023年10月）

## 概述
馬場站的服務對象為前往沙田馬場之乘客，並只會在沙田馬場舉行之賽馬、進行雙邊投注或有大型活動舉行才開放使用。
馬場站在港鐵票務系統屬於「東鐵綫香港當地路段」；不過由於其只服務沙田馬場，因此大部分優惠都不適用此站。不過馬場站在兩鐵合併時曾減票價，持有有效的學生個人八達通的乘客亦可繳付「特惠車費」，長者及合資格殘疾人士公共交通票價優惠計劃（60-64歲香港居民除外）亦適用於此站；而60-64歲香港居民使用「樂悠咭」、上水／烏溪沙－尖東全月通加強版或部份港鐵紀念車票並不適用於此站。
另外，因應香港賽馬會的規定，一般情況下未滿18歲的人士在賽馬日不可進入沙田馬場。因此供3歲至11歲小童遊客使用的「小童遊客全日通」無法於馬場站使用。同時小童八達通及未滿18歲的人士所持有的個人八達通（包括「學生身分」或「殘疾人士身分」個人八達通）亦不適用於此站（沙田馬場舉行的非賽馬活動除外）。
由于馬場站與火炭站兩站大致平行，因此列車若停靠馬場站就無法停靠火炭站。而東鐵綫所有停靠馬場站的班次，其列車显示屏亦會附加「经马场」的指示，另外車廂及月台亦會有廣播提醒乘客該列車不停火炭站。

## 車站構造
馬場站位於港鐵何東樓車廠及大埔公路之間，月台位於何東樓車廠臨近公路的一側，即是沙田馬場看台對面的駿景園平台下方（但沒有通道直接連接駿景園）；車站大堂位於沙田馬場的看台下方，而大堂與月台之間被公路分隔，並設有三條行人天橋連接，另外很多其他東鐵綫車站提供的設施在馬場站並未有提供。

### 樓層
| C                 | 大堂 | 出入口、客務中心 |   |  |
| P                 | 月台 | \| \| \| 東鐵綫往羅湖及落馬洲（大學） \| 1 \| \| \| 島式 · 開右邊車門 \| \| \| \| \| \| \| 2 \| 東鐵綫往金鐘（沙田） \| \| \| |   |  |
|                   |      | 東鐵綫往羅湖及落馬洲（大學）                                                                                                  | 1 |  |
| 島式 · 開右邊車門 |      | |   |  |
|                   | 2    | 東鐵綫往金鐘（沙田） |   |  |

### 大堂
馬場站大堂位於沙田馬場看台內，因此大堂並非位於月台的正上方，並被大埔公路相隔。乘客如需往返大堂及月台，必須利用橫跨大埔公路的3條行人天橋往返。由於該行人天橋連接看台的中央及南面，因此車站分為北面及南面兩個大堂，兩個大堂均個別設有客務中心及出入閘機。
由於馬場站不是經常開放，加上大堂位於馬場看台內，所以馬場站為東鐵綫所有車站中唯一一個不設公眾洗手間、自動售票機、扶手電梯、升降機及商店的車站，乘客需在其他車站多購一張車票或使用八達通作回程之用，否則需要在客務中心排隊購票。
- 北大堂（2021年4月）
- 南大堂（2021年4月）

### 月台
馬場站設有一座已裝設月台閘門的島式月台，而兩個月台的長度可容納12卡車廂的列車停泊上落客，然而自東鐵綫於2022年5月全面採用9卡車廂的列車行駛後，已停用的候車範圍亦於後期加設玻璃欄杆封閉。另外過往兩個月台並沒有標示特定的列車目的地，因此無論是北行或南行列車，也可隨機進入馬場站其中一個月台上落客，而自車站於2023年加設月台閘門後，月台閘門上亦添加標示該月台的前往目的地。
- 1、2號月台（2023年9月）
- 月台頭等車廂候車位置（2023年9月）
- 月台連接大堂及沙田馬場的行人天橋（2023年9月）
- 已加設玻璃欄杆的月台已停用上落客範圍（2023年5月）

由於駛經馬場站的列車並不會途經火炭站，如果乘客需要由該站前往火炭站，必須在沙田站或大學站轉乘經火炭的列車前往火炭站。而從沙田馬場可以步行取道跨越大埔公路之行人天橋和銀禧花園通道前往火炭站。

### 出入口
馬場站設有3個車站出入口，其中B、C出口位於沙田馬場看台的中央；而A出口則位於看台的南面，並設有輪椅升降台，而3個出入口均連接沙田馬場的看台。馬場站的出入口一直未獲編上任何出口編號，直至2017年9月3日港鐵才為車站的三個出入口編上編號。
|                             |                      |      |  |
| 編號                        | 指示                 | 圖片 |  |
| 南面大堂                    |                      |      |  |
| 出口 · A · 轮椅升降台标志   | 馬場看台（閘口1至3） |      |  |
| 北面大堂                    |                      |      |  |
| 出口 · B                    | 馬場看台（閘口4及5） |      |  |
| 出口 · C · 盲道标志         | 馬場看台（閘口5及6） |      |  |
| 註： 設有 \| 設有輪椅升降台 |                      |      |  |

## 附近交通
由於馬場站服務區域只限沙田馬場，港鐵公司並未有在車站街道圖提供接駁交通資訊。

## 歷史

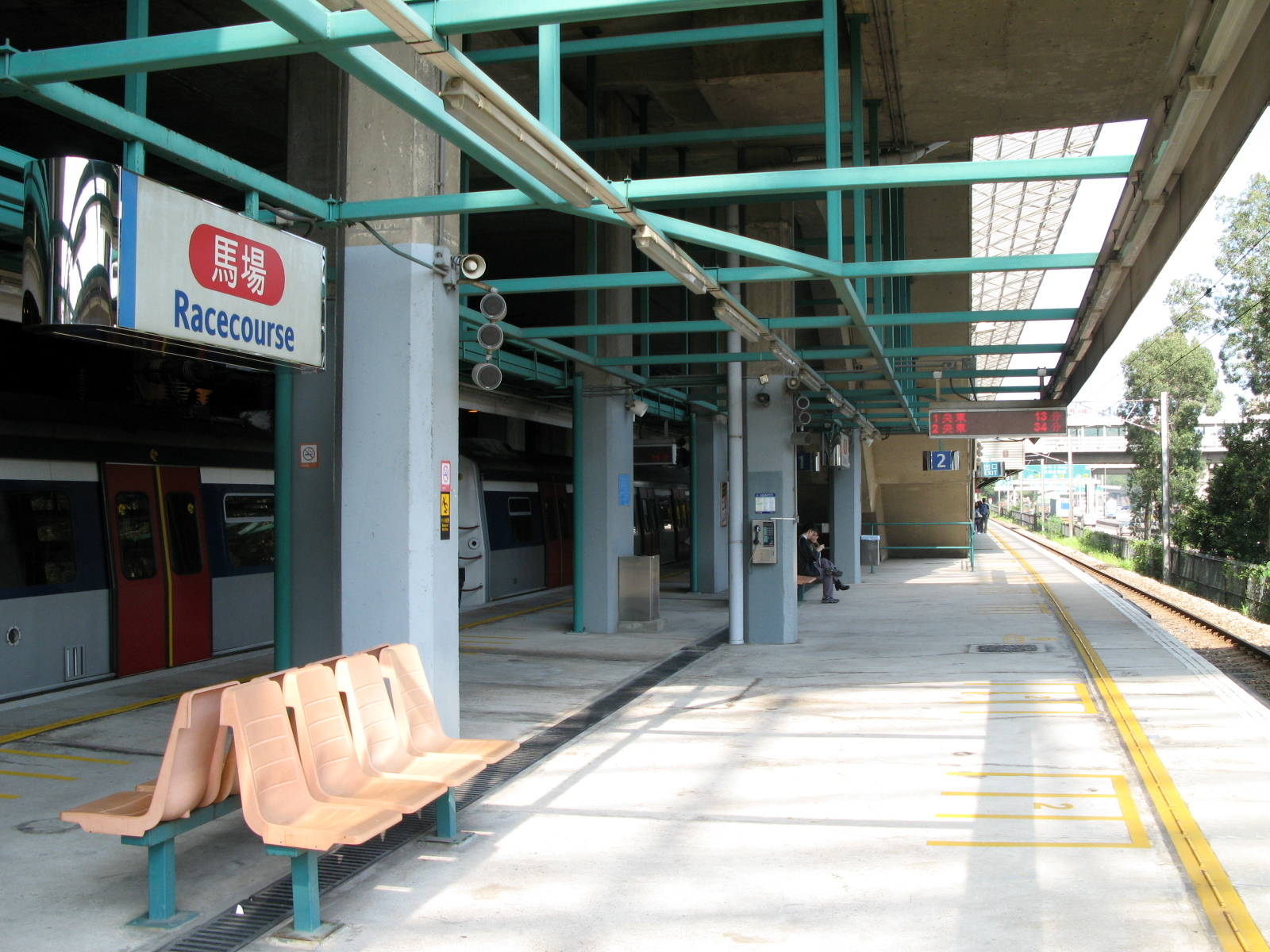
兩鐵合併前的月台（2007年11月）

### 啟用
馬場站於1978年10月7日與沙田馬場同步啟用。而在1985年，九廣鐵路公司替馬場站進行車站翻新工程，工程於同年10月1日完成，以服務沙田馬場新看台。

### 改為僅限賽馬日開放
因應當時何東樓車廠重建關係，九廣鐵路公司於1990年3月1日起安排馬場站僅於賽馬日開放。

### 翻新月台
兩鐵合併後，港鐵公司翻新東鐵綫各月台，以遮掩東鐵綫車站月台殘舊的觀感。工程包括重新為各車站配主題色，並加入代表花種，為月台橫樑及柱子翻上月台配色的油漆，貼上印有車站主題花、建築物的牆紙，加設／更新直立站牌、路線圖、指示牌、告示等。而馬場站配色為 中海綠，主題花為馬尾草，街景為沙田馬場及賽馬。

### 因應疫情而關閉車站
因應香港賽馬會要求，馬場站曾於2020年1月27日起暫停開放，後於2020年10月18日重開；但後來由於香港爆发第四波疫情，車站於2020年11月22日起再次關閉，后於2021年4月5日重開；直至2022年1月，因應Omicron變種病毒在社區傳播引致的第五波疫情，車站於2022年1月9日起再次關閉，直到同年5月22日才重開。

### 月台閘門安裝工程
過往東鐵綫旺角東站至羅湖站／落馬洲站之間的沿綫車站尚未裝設任何的月台幕門／閘門，而港鐵在2013年夏季率先在馬場站加固月台結構，以承受閘門的重量。而有關工程將會與沙田至中環綫一同進行，原定預計於2020－2022年期間完成，然而相關安裝工程直至2023年才開始進行，較原先計劃延遲約10年。馬場站與大埔墟站為第一階段安裝月台閘門，而全綫首對月台閘門於2023年5月在馬場站1號月台啟用；而車站兩個月台的月台閘門安裝工程亦於同年8月完成，故馬場成為首個完成月台閘門安裝工程的東鐵綫車站。

## 外部連結
- 港鐵公司－馬場站街道圖 （页面存档备份，存于）
- 港鐵公司－馬場站位置圖 （页面存档备份，存于）
- 港鐵公司－馬場站列車服務時間 （页面存档备份，存于）
- 香港鐵路大典上的相关条目：馬場站